# Escola peripatética

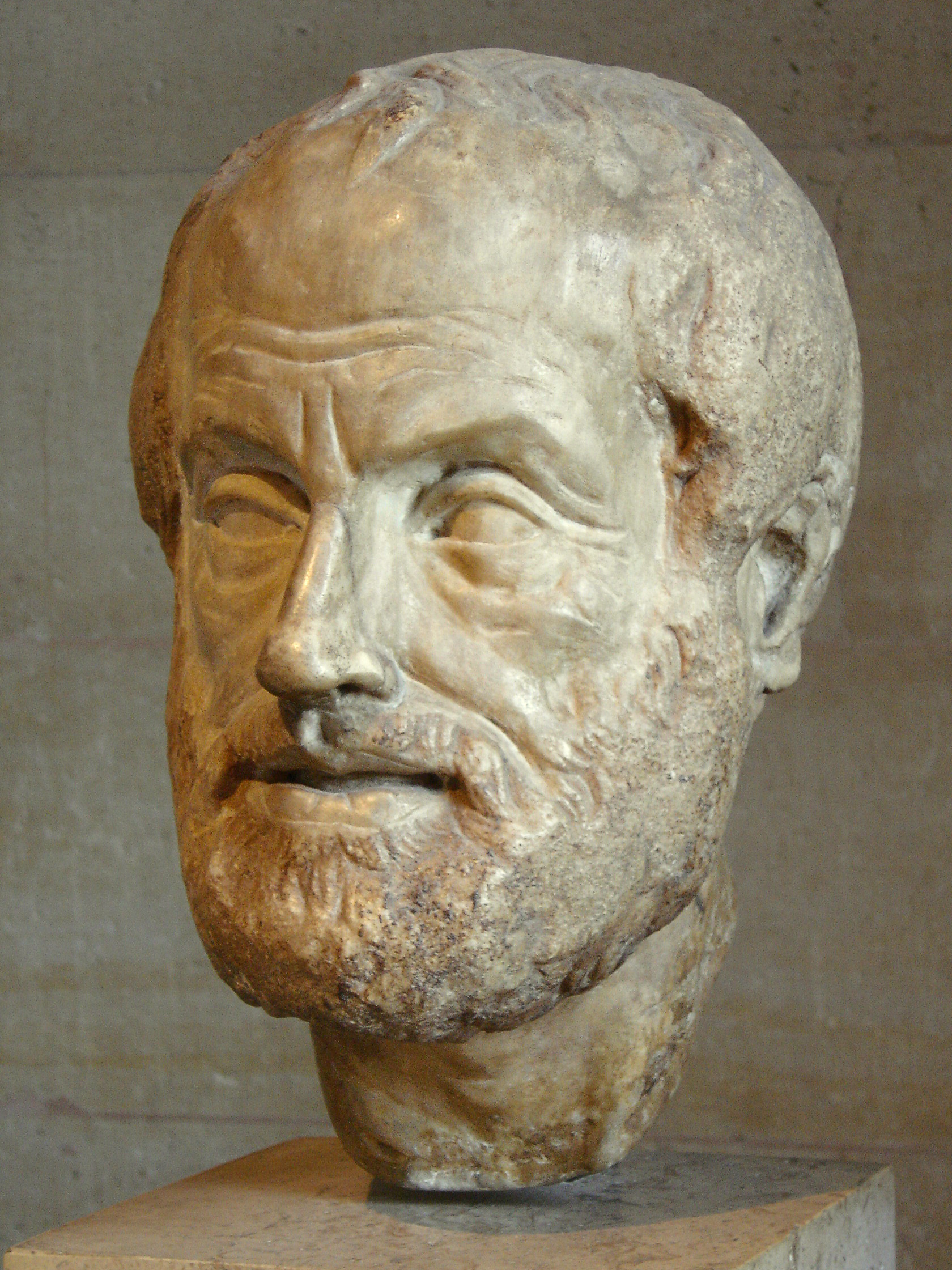
Aristóteles. Mármore do Pentélico. Cópia romana do período imperial (século I ou II) de um bronze perdido, realizado por Lísipo. Museu do Louvre

A escola peripatética (em grego clássico: Περίπατος lit.  "passeio") foi uma escola filosófica fundada em 335 a.C. por Aristóteles no Liceu na antiga Atenas. Era uma instituição informal cujos membros conduziam investigações filosóficas e científicas. A escola entrou em declínio após meados do século III a.C., mas teve um renascimento no Império Romano.

## História

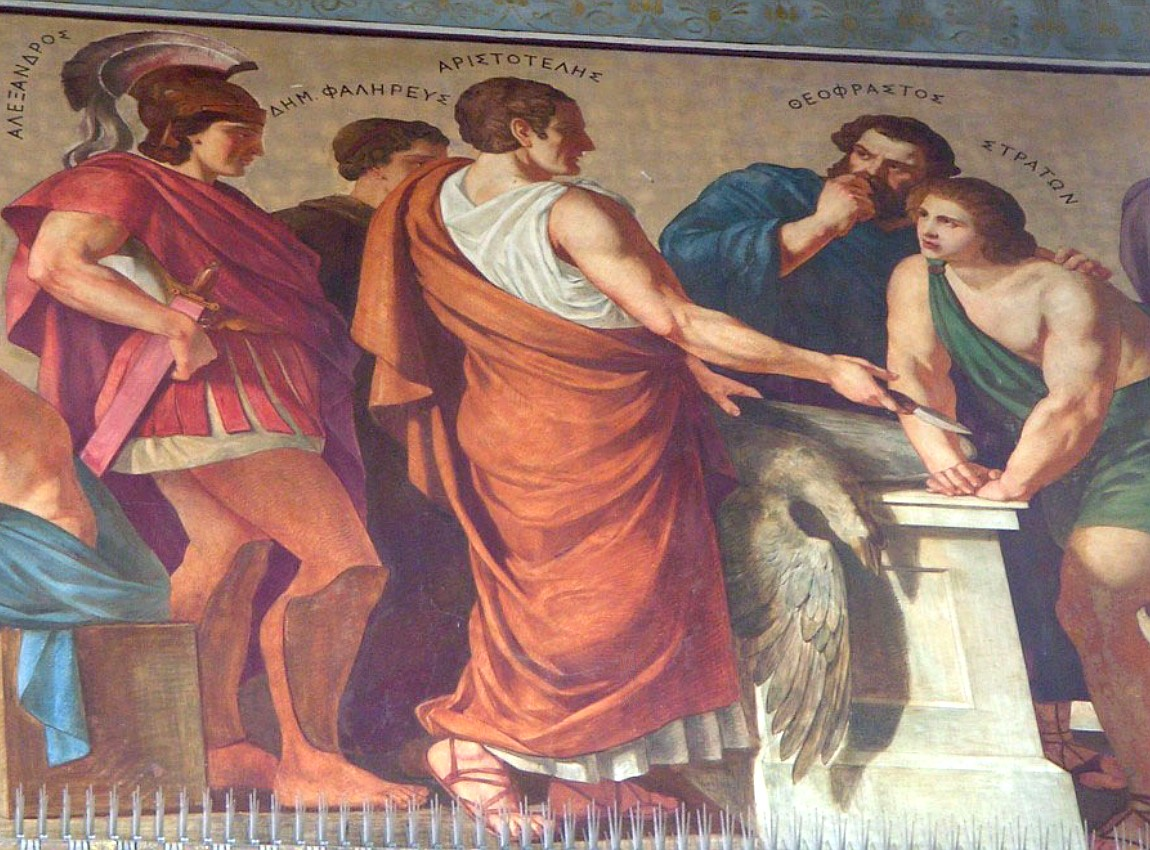
Aristóteles e seus discípulos – Alexandre, Demétrio, Teofrasto e Estrato, em um afresco de 1888 no pórtico da Universidade Nacional de Atenas

O termo peripatético é uma transliteração da palavra grega antiga peripatētikós, que significa 'de caminhar' ou 'dado a caminhar'. A escola peripatética, fundada por Aristóteles, era na verdade conhecida simplesmente como Peripatos. A escola de Aristóteles recebeu esse nome por causa dos peripatoi ('passeios', alguns cobertos ou com colunatas) do Liceu onde os membros se reuniam. A lenda de que o nome veio do suposto hábito de Aristóteles de caminhar enquanto ensinava pode ter começado com Hermipo de Esmirna.
Ao contrário de Platão (nascido c. 428–423 a.C., morto em 348 a.C.), Aristóteles não era cidadão de Atenas e não podia possuir propriedades; ele e seus colegas, portanto, usavam os terrenos do Liceu como local de reunião, assim como havia sido usado por filósofos anteriores como Sócrates. Aristóteles e seus colegas começaram a usar o Liceu dessa forma por volta de c. 335 a.C., após o que Aristóteles deixou a Academia de Platão e Atenas, e então retornou a Atenas de suas viagens cerca de doze anos depois. Por causa da associação da escola com o ginásio, a escola também passou a ser referida simplesmente como Liceu. Alguns estudiosos modernos argumentam que a escola só se tornou formalmente institucionalizada quando Teofrasto assumiu, momento em que havia propriedade privada associada à escola.
Originalmente, pelo menos, as reuniões peripatéticas provavelmente eram conduzidas de forma menos formal do que o termo "escola" sugere: provavelmente não havia um currículo fixo ou requisitos para os alunos, nem mesmo taxas de adesão. Aristóteles ensinava e ministrava palestras lá, mas também havia pesquisas filosóficas e científicas feitas em parceria com outros membros da escola. Parece provável que muitos dos escritos que chegaram até nós em nome de Aristóteles tenham sido baseados em palestras que ele deu na escola. Entre os membros da escola no tempo de Aristóteles estavam Teofrasto, Fânias de Eresos, Eudemo de Rodes, Aristóxeno e Dicaearco. Assim como na Academia de Platão, havia na escola de Aristóteles membros juniores e seniores, sendo que os juniores geralmente serviam como alunos ou assistentes dos seniores, que dirigiam as pesquisas e ministravam palestras. O objetivo da escola, pelo menos no tempo de Aristóteles, não era promover uma doutrina específica, mas explorar teorias filosóficas e científicas; aqueles que dirigiam a escola trabalhavam como parceiros iguais.
Algum tempo após a morte de Alexandre Magno em junho de 323 a.C., Aristóteles deixou Atenas para evitar perseguição por facções antimacedônicas em Atenas, devido aos seus laços com a Macedônia. Após a morte de Aristóteles em 322 a.C., seu colega Teofrasto o sucedeu como líder da escola. O membro mais proeminente da escola após Teofrasto foi Estrato de Lâmpsaco, que aumentou os elementos naturalistas da filosofia de Aristóteles e abraçou uma forma de ateísmo. Após o tempo de Estrato, a escola peripatética entrou em declínio. Lico era mais famoso por sua oratória do que por suas habilidades filosóficas, e Aristo por seus estudos biográficos. Embora Critolau fosse mais ativo filosoficamente, nenhum dos filósofos peripatéticos desse período parece ter contribuído com algo original para a filosofia. As razões para o declínio da escola peripatética não são claras. O estoicismo e o epicurismo forneceram muitas respostas para aqueles que buscavam sistemas filosóficos dogmáticos e abrangentes, e o ceticismo da Academia Média pode ter parecido preferível para quem rejeitava o dogmatismo. A tradição posterior associou o declínio da escola a Neleu de Cépsis e seus descendentes, que esconderam as obras de Aristóteles e Teofrasto em um porão até sua redescoberta no século I a.C., e embora essa história possa ser questionada, é possível que as obras de Aristóteles não tenham sido amplamente lidas.

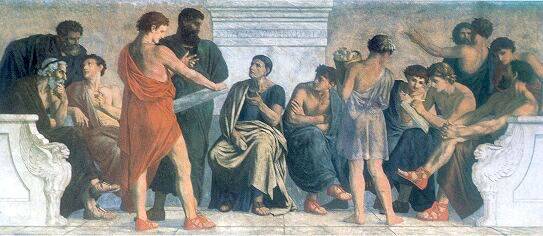
A Escola de Aristóteles, uma pintura da década de 1880 por Gustav Adolph Spangenberg

Os nomes dos primeiros sete ou oito escolarcas (líderes) da escola peripatética são conhecidos com níveis variados de certeza. Uma lista de nomes com as datas aproximadas em que lideraram a escola é a seguinte (todas as datas a.C.):
- Aristóteles (c. 334 – 322)
- Teofrasto (322–288)
- Estrato de Lâmpsaco (288 – c. 269)
- Lico de Troade (c. 269 – 225)
- Aristo de Ceos (225 – c. 190)
- Critolau (c. 190 – 155)
- Diodoro de Tiro (c. 140)
- Erímneo (c. 110)

Há algumas incertezas nesta lista. Não é certo se Aristo de Ceos foi o líder da escola, mas como ele foi um aluno próximo de Lico e o filósofo peripatético mais importante na época em que viveu, geralmente assume-se que ele foi. Não se sabe se Critolau sucedeu diretamente Aristo ou se houve outros líderes entre eles. Erímneo é conhecido apenas por uma referência passageira de Ateneu. Outros filósofos peripatéticos importantes que viveram durante esses séculos incluem Eudemo de Rodes, Aristóxeno, Dicaearco e Clearco de Soli.
Em 86 a.C., Atenas foi saqueada pelo general romano Lúcio Cornélio Sula; todas as escolas locais de filosofia foram gravemente perturbadas, e o Liceu deixou de existir como uma instituição funcional. Ironicamente, esse evento parece ter trazido nova vida à escola peripatética. Sula trouxe os escritos de Aristóteles e Teofrasto de volta a Roma, onde se tornaram a base de uma nova coleção dos escritos de Aristóteles compilada por Andrônico de Rodes, que forma a base do Corpus Aristotelicum que existe hoje. Autores neoplatônicos posteriores descrevem Andrônico, que viveu por volta de 50 a.C., como o décimo primeiro escolarca da escola peripatética, o que implicaria que ele teve dois predecessores não nomeados. Há considerável incerteza sobre o assunto, e o aluno de Andrônico, Boeto de Sidom, também é descrito como o décimo primeiro escolarca. É bem possível que Andrônico tenha estabelecido uma nova escola onde ensinou Boeto.
Enquanto os primeiros peripatéticos buscaram estender e desenvolver as obras de Aristóteles, a partir do tempo de Andrônico a escola concentrou-se em preservar e defender seu trabalho. A figura mais importante na era romana é Alexandre de Afrodísias (c. 200 d.C.), que escreveu comentários sobre os escritos de Aristóteles. Com o surgimento do neoplatonismo (e do cristianismo) no século III, o peripatetismo como filosofia independente chegou ao fim, mas os neoplatônicos buscaram incorporar a filosofia de Aristóteles em seu próprio sistema e produziram muitos comentários sobre as obras de Aristóteles.

## Influência
Ver também
Na tradição da filosofia islâmica, alguns dos maiores filósofos peripatéticos foram Al-Kindi (Alkindus), Al-Farabi (Alpharabius), Avicena (Ibn Sina) e Averróis (Ibn Rushd). No século XII, as obras de Aristóteles começaram a ser traduzidas para o latim (ver Traduções latinas do século XII), e a filosofia escolástica desenvolveu-se gradualmente sob nomes como Tomás de Aquino, tomando seu tom e complexidade dos escritos de Aristóteles, dos comentários de Averróis e do Livro da Cura de Avicena.